# Home (альбом)
Home (с англ. — «Дом») — второй студийный альбом британской рок-группы Home, выпущенный 16 марта 1972 года на лейбле CBS Records. В то время группа состояла из Клиффа Уильямса на басу, Лори Уайзфилда на гитаре, Мика Кука на барабанах и Мика Стаббса на гитаре.

## Об альбоме
Home записали альбом, когда группа всё ещё находилась в промо-туре для своего дебютного альбома Pause for a Hoarse Horse. Группа пришла в студию хорошо подготовленной; записанные фрагменты уже звучали на концертах. Альбом не попал в Топ-40 альбомов в Англии; в 1972 году он стал самым продаваемым альбомом группы, продав там около 10 000 копий. Melody Maker назвал  его одним из лучших альбомов 1972 года. Однако коммерческим успехом он нигде не пользовался.
Альбом представляет собой смесь всех видов рока, от кантри-рока до прогрессивного рока. Последний стиль можно услышать в том, что станет последним треком оригинального альбома Lady of the Birds. В этой песне Лори Уайзфилд играл на гитаре смычком, чему он научился у Джимми Пейджа из Led Zeppelin, группы, с которой он гастролировал в те дни. Fancy Lady, Hollywood Child была выпущена как сингл вместе с Shady Lady, но нигде не стала хитом. Она была написана Стаббсом совместно с вокалистом/гитаристом группы Aardvark Дэвид Скиллин. Shady Lady не появлялась на оригинальном альбоме.

## Приём
| Оценки критиков | Оценки критиков |
| Источник        | Оценка          |
| --------------- | --------------- |
| Allmusic        | [ 1 ]           |

Ричи Унтербергер из AllMusic, поставив оценку 3,5 звезды из 5, написал:Второй альбом Home, возможно, даже немного больше, чем их дебютный альбом 1971 года Pause for a Hoarse Horse, при случайном прослушивании можно было бы принять за американскую кантри-рок-пластинку, хотя группа была британской. В соответствии с калифорнийскими тенденциями, кантри-рок также стал немного мягче, гармонии в некоторых моментах слегка напоминали гармонии The Eagles, хотя эта группа ещё не успела по-настоящему взлететь, когда был выпущен Home. Это чуть более серьёзный, мягкий и задумчивый альбом, чем первый альбом Home, и более непринуждённые качества Нила Янга начала 70-х также должны считаться заметным влиянием как на пение, так и на написание песен. Тем не менее, в целом это маргинальный альбом, если не сказать посредственный. Мелодии не слишком запоминающиеся, а треки (как и на многих рок-релизах начала 70-х) иногда длятся слишком долго, например, девятиминутная "My Lady of the Birds" включает в себя несколько отрывков в стиле прогрессивного рока, хотя это не типично для пластинки. Общая атмосфера находится на стороне низкой энергии, даже для мягкого кантри-рока.

## Список композиций
Релиз альбома на виниле.
Слова и музыка всех песен — Мик Стаббс, кроме указанных иначе.
| №                   | Название                      | Автор(ы)                                      | Перевод                        | Длительность |
| ------------------- | ----------------------------- | --------------------------------------------- | ------------------------------ | ------------ |
| 1.                  | «Dreamer»                     | Клифф Уильямс, Лори Уайзфилд, Стаббс, Мик Кук | Мечтатель                      | 5:30         |
| 2.                  | «Knave»                       |                                               | Мошенник                       | 3:46         |
| 3.                  | «Fancy Lady, Hollywood Child» | Дэвид Скиллин, Стаббс                         | Модная Леди, Ребёнок Голливуда | 4:05         |
| 4.                  | «Rise Up»                     |                                               | Поднимайся                     | 3:24         |
| 5.                  | «Dear Lord»                   |                                               | Дорогой Господь                | 3:00         |
| Общая длительность: | Общая длительность:           | Общая длительность:                           | Общая длительность:            | 19:45        |

| №                   | Название              | Автор(ы)                       | Перевод             | Длительность |
| ------------------- | --------------------- | ------------------------------ | ------------------- | ------------ |
| 6.                  | «Baby Friend of Mine» |                                | Мой Маленький Друг  | 4:43         |
| 7.                  | «Western Front»       |                                | Западный Фронт      | 5:15         |
| 8.                  | «Lady of the Birds»   | Уильямс, Уайзфилд, Стаббс, Кук | Повелительница Птиц | 9:13         |
| Общая длительность: | Общая длительность:   | Общая длительность:            | Общая длительность: | 19:11        |

| №                   | Название                                                      | Перевод             | Длительность |
| ------------------- | ------------------------------------------------------------- | ------------------- | ------------ |
| 9.                  | «Shady Lady» (Сторона Б сингла "Fancy Lady, Hollywood Child") | Сомнительная Леди   | 3:02         |
| Общая длительность: | Общая длительность:                                           | Общая длительность: | 41:58        |

## Участники записи
Home
- Мик Стаббс — вокал, ритм-гитара, 12-струнная гитара, клавишные
- Лори Уайзфилд — соло-гитара, акустическая гитара, бэк-вокал
- Клифф Уильямс — бас-гитара, бэк-вокал
- Мик Кук — ударные, перкуссия, бэк-вокал

Продюсирование
- Джон Энтони — продюсер
- Дэвид Хентшель — звукорежиссёр
- Майк Стоун — звукорежиссёр
- Rasputin — мастеринг
- Билл Шеперд — координатор

Оформление
- Денис Во — фотография передней обложки
- Брюс Рей — фотография задней обложки